# David O'Keefe

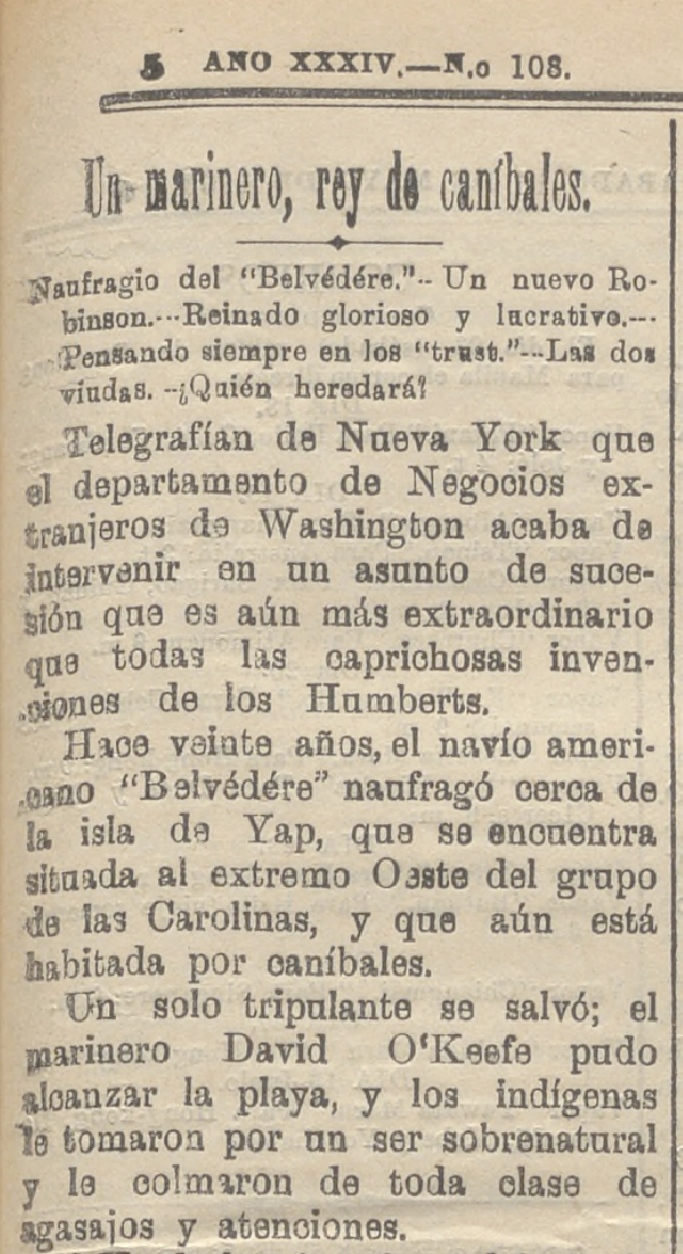
Fragmento de la noticia Un marinero, rey de caníbales publicada en 1903 en el diario El Comercio de Manila, en la que se hace eco de la muerte y herencia de David Dean O'Keefe

David Dean O'Keefe (1824 o 1828-1901) fue un marino y aventurero estadounidense de origen irlandés que se convirtió en un personaje histórico de la isla de Yap, en las islas Carolinas.

## Biografía
O'Keefe nació en Irlanda y emigró a Savannah, en Georgia. En 1871 abandonó los Estados Unidos para dirigirse al Pacífico Sur. Tras naufragar cerca de Yap, se convirtió en un poderoso personaje al usar herramientas de hierro procedentes de Hong Kong y Asia Oriental para facilitar la producción de piedras rai. Sin embargo, esta simplificación en la producción trajo un incremento de las piedras, unido a una inflación, ayudando al declive de este tipo de moneda durante el periodo de dominio alemán. En cualquier caso, la riqueza le permitió ser dueño de una isla de la que se consideraba rey. Al parecer, tenía su propio emblema, que consistía en una bandera estadounidense ondeando sobre las letras "OK". Llegó a aceptar una esposa yapesa, a pesar de tener una esposa y una hija en Savannah.
Murió en 1901 en el barco Santa Cruz que le llevaba de vuelta a Savannah.
La película de 1954 protagonizada por Burt Lancaster Su majestad de los mares del Sur, basada en la novela de Lawrence Klingman y Gerald Green, es una dramatización de su vida.